# Оганесян Артур Едуардович
Арту́р Едуа́рдович Оганесян (13 вересня 1975, Ґюмрі) — спортсмен, володар 4-го дана по карате Кьокусінкай, майстер спорту міжнародного класу, чемпіон Європи, перший росіянин, що успішно пройшов хякунін-куміте.
З 1999 року — віце-президент Федерації Кьокусінкай Вірменії. В наш час (2012 рік) — інструктор Со Хомбу Міжнародної організації карате Кьокусінкайкан в Токіо.

## Хякунін-куміте
Вперше подібний тест Артур спробував пройти в системі Міжнародної Федерації Кьокусінкай (IFK) в рамках літньої школи 21 червня 1998 року в присутності Стіва Арнейла. Артур планував витримати 30 боїв по дві хвилини, проте до 27-го бою він остаточно вибився із сил і Арнейл зупинив випробування.
29 березня 2009 року Артур Оганесян став першим вірменином і росіянином, що успішно пройшов тест «100 боїв» — хякунін-куміте. Випробування проходило в системі Міжнародної Організації Кіокушинкай (IKO-1) в Хонбу організації в Токіо. Артур отримав 49 перемог, із котрих два іппона, 22 вазарі і 25 перемог за рішенням суддів. 12 боїв закінчилися поразками, 39 — нічиєю. Кожен бій тривав по півтори хвилини.